# Масмадже
Масмадже (также месмедже; англ. masmaje, masmadje, mesmedje) — язык восточночадской ветви чадской семьи, распространённый в центральной части Чада в департаменте Восточная Батха (юго-восток региона Батха): в юго-западных районах субпрефектуры Оум Хаджер (англ. Oum Hadjer). С севера к территории распространения масмадже примыкает ареал чадских диалектов арабского языка, с востока и юго-востока — ареал близкородственного восточночадского языка муби, с юга — ареал восточносуданского языка дар даджу, с запада с языком масмадже граничит центральносуданский язык наба.
Относится к группе языков муби. Является языком народа месмедже.
Численность говорящих — около 25 700 человек (1993). Согласно данным сайта Joshua Project численность этнической группы месмедже — 54 000 человек. Язык преподаётся в начальных школах, находящихся в районах расселения месмедже. Среди носителей масмадже широко распространено знание чадских диалектов арабского языка. Подавляющее большинство месмедже — мусульмане.
Язык масмадже относится к группе языков муби в классификации афразийских языков британского лингвиста Роджера Бленча (Roger Blench), в классификации чешского лингвиста Вацлава Блажека (Václav Blažek) и в классификации, опубликованной в работе С. А. Бурлак и С. А. Старостина «Сравнительно-историческое языкознание». Наиболее близок языкам джегу, биргит, муби, торам, каджаксе и зиренкель.

В классификации, представленной в справочнике языков мира Ethnologue, масмадже включён вместе с языками биргит, каджаксе, муби, торам и зиренкель в состав подгруппы B1.2 группы B восточночадской языковой ветви. Иногда рассматривается как диалект языка муби или диалект, образующий вместе с муби, биргит и торам диалектный пучок.